# Les Petits Vagabonds
Pour plus de détails, voir Fiche technique et Distribution.
Les Petits Vagabonds est un film muet français réalisé par Lucien Nonguet, sorti en 1905.

## Fiche technique
- Titre original : Les Petits Vagabonds
- Titre anglophone (États-Unis) : The Young Tramps
- Réalisation Lucien Nonguet
- Scénario :
- Producteur :
- Société de production : Pathé Frères
- Société de distribution : Pathé Frères
- Pays d'origine :  France
- Langue : film muet avec les intertitres en français
- Métrage : 175 mètres
- Format : Noir et blanc — 35 mm — 1,33:1 — Muet
- Genre : Film dramatique
- Durée : 5 minutes 50
- Dates de sortie : 
  -  États-Unis : 22 juillet 1905
  -  France : 31 juillet 1905